# Gesetz über die Wahl der Bezirkstage
Das Gesetz über die Wahl der Bezirkstage (Bezirkswahlgesetz – BezWG) regelt die Wahl der Bezirkstage im Freistaat Bayern.
Die Wahl  der Bezirkstage der Bezirke als dritter kommunale Ebene wird nicht durch das Kommunalwahlrecht geregelt, sondern durch ein eigenes Gesetz. Dieses entspricht in den Grundzügen dem Landtagswahlrecht. Der Bezirkstag wird alle fünf Jahre gleichzeitig mit dem Bayerischen Landtag direkt gewählt. Diese Wahl heißt Bezirkswahl (umgangssprachlich auch Bezirkstagswahl) und ist im Bezirkswahlgesetz – BezWG geregelt.
Bei der Wahl hat jeder Bürger des Bezirks zwei Stimmen für Direktkandidaten und Listen. Für die Stimmauszählung galt bis Anfang 2011 das D'Hondtsches Höchstzahlverfahren. Bei der Wahl 2013 kam das Hare/Niemeyer-Verfahren zur Anwendung. Seit 2018 gilt das Sainte-Laguë-Verfahren.  Auf eine Fünf-Prozent-Klausel wird, wie im bayerischen Kommunalwahlrecht üblich, verzichtet. Die so gewählten Bezirksräte  bestimmen die Grundzüge der Bezirkspolitik, verabschieden den Haushalt und wählen aus ihrer Mitte den Bezirkstagspräsidenten als Vorsitzenden des Bezirkstags und Leiter der Bezirksverwaltung.
Das ursprüngliche Gesetz über die Wahl der Bezirkstage in der Fassung vom 11. August 1954 regelte das Wahlverfahren für die wiederhergestellten Bezirkstage (historisch auch Landräthe bzw. Kreistage) als dritter kommunaler Ebene. Aktuell ist das Bezirkswahlgesetz in der Fassung der Bekanntmachung vom 12. Februar 2003 (Bayer. GVBl S. 144, BayRS 2021-3-I), zuletzt geändert durch § 1 Absatz 47 der Verordnung vom 26. März 2019 (GVBl. S. 98), gültig.